# Giovanni Balbi
Giovanni Balbi, citato anche come Johannes Balbus o Johannes Januensis (Genova, ... – 1298), è stato un grammatico e teologo italiano, appartenente all'ordine domenicano, scrisse un'opera che ebbe una grande diffusione in età medievale e immediatamente dopo l'invenzione della stampa.

## Biografia
Le notizie su questo religioso sono molto scarse, derivate per lo più dalla voce "Ianua" nel glossario del Catholicon. Secondo una tradizione non controllabile, nel 1272, già in età matura, donò i suoi beni ai poveri di Genova ed entrò nell'Ordine Domenicano. Secondo il Giustiniani (XVI secolo) morì nel 1298.

## Opere
Il suo nome è legato in particolare alla grammatica latina, Summa Grammaticalis, più conosciuta come Catholicon (universale), dizionario latino molto apprezzato nel Medioevo, al quale fecero riferimento anche Boccaccio e Petrarca e che servì come modello per analoghe opere rinascimentali.
Questa opera, scritta negli anni 70 del XIII secolo è composta di vari trattati di ortografia, etimologia, grammatica, prosodia, retorica, e da un dizionario etimologico della lingua latina (primae, mediae et infimae Latinitatis) che conteneva 670.000 parole.
Questo testo continuò ad essere apprezzato anche nei secoli successivi, raccogliendo plausi e talvolta anche aspre critiche, come quelle espresse dall'umanista italiano Andrea Guarna o dal filologo olandese Erasmo da Rotterdam, nel De Ratione Studiorum e nei Colloquia, alle quali rispose Leandro Alberti con un suo scritto a difesa dell'opera del domenicano.
Anche Lorenzo Valla e Poggio Bracciolini si scagliarono 'contra barbariei duces vel praecipuos Papiam, Huguitionem, Ebrardum, Catholicon, Johannem Garlandum, Isidorum ceterosque indignos etiam, qui nominentur', imputando loro soprattutto la scarsa conoscenza del greco. «Se il Balbi sapesse o non sapesse il greco, è questione risolta diversamente dai suoi biografi, che pur si basano soltanto su ciò che scrisse egli stesso: «Hoc difficile est scire, et maxime mihi non bene scienti linguam graecam»; parole che servono a confutare le accuse del Guarna e a dimostrare [...] che il buono e modesto religioso doveva pur avere una qualche conoscenza della lingua greca.»
Ancora in voga nella seconda metà del Quattrocento, fu uno dei primi libri pubblicati a stampa: l'edizione di Magonza del 1460 si crede comunemente uscita dai torchi del Gutenberg; e fino al 1500 se ne registrano altre 12 edizioni, cinque delle quali di Venezia (1483, 1487, 1490, 1492 e 1495).
Oltre al "Catholicon", Giovanni Balbi scrisse anche un trattato di teologia, il Liber Theologiae qui vocatur Dialogus de Quaestionibus Animae ad Spiritum, il Quoddam opus ad inveniendum festa mobilia, contenente una serie di tabelle per calcolare la data della Pasqua e commenti dei Vangeli.